# تفضيل الليل
تفضيل الليل أو النيكتوفيليا (Nyctophilia) هي حالة نفسية تطلق على الشخص الذي يحب الجلوس في الظلام ويفضل الليل على النهار، وهذه العادة غالباً ما تجعله أكثر هدوءاً وتركيزاً.